# Универсальная игровая программа
Универсальная игровая программа — разновидность программ, реализующих технологии искусственного интеллекта, умеющих играть в целый ряд игр, таких как шахматы, шашки и т. д. Чтобы подобная программа смогла играть в ту или иную игру, её правила должны быть описаны на специальном декларативном языке (DSL). Как правило это — игры с полной информацией.
Одна из самых сложных задач при написании универсальной игровой программы — конструирование эффективной  оценочной функции по формальному описанию игры.

## Стэнфордский проект
В частности, на разработку универсальных игровых программ нацелен проект Стэнфордского университета General Game Playing. В его рамках разработан специальный язык Game description language. Игровые программы взаимодействуют с игровым сервером, таким, как the Dresden GGP Server, проверяющим правильность ходов и ведущим запись результатов соревнований. Соревнования проводятся с 2005 года. Победителю конкурса присуждается с $ 10.000 (USD). Победителями становились следующие программы:
- 2005: Cluneplayer, автор Jim Clune (УКЛА)
- 2006: Fluxplayer,[6] авторы: Stephan Schiffel и Michael Thielscher (Дрезденский технический университет)
- 2007, 2012: Cadiaplayer,[7] авторы: Yngvi Björnsson и Hilmar Finnsson (Университет Рейкьявика)
- 2008: Cadiaplayer, авторы: Yngvi Björnsson, Hilmar Finnsson и Gylfi Þór Guðmundsson (Университет Рейкьявика)
- 2009, 2010: Ary, автор Jean Méhat (Университет Париж 8)
- 2011, 2013: TurboTurtle, автор Sam Schreiber
- 2014: Sancho,[8] авторы: Steve Draper и Andrew Rose
- 2015: Galvanise, автор Richard Emslie

## Другие подходы
Существуют универсальные игровые программы, использующие для описания правил игры языки, отличающиеся от GDL.
Так ещё в 1992 году Barney Pell разработал систему Metagame, предназначенную для игры в различные шахматные варианты.
Весьма популярна Zillions of Games коммерческая универсальная игровая программа для Windows, использующая для описания правил игры лиспоподобный язык ZRF.